# Monotagma haughtii
Monotagma haughtii är en strimbladsväxtart som beskrevs av Lyman Bradford Smith och Idrobo. Monotagma haughtii ingår i släktet Monotagma och familjen strimbladsväxter.
Artens utbredningsområde är Colombia. Inga underarter finns listade.